# ウェルナー・ギュンター
ウェルナー・ギュンター（Werner Günthör、1961年6月1日 - ）はスイスの陸上競技砲丸投選手である。
世界選手権では1987、1991、1993年と3連覇を果たし、1991年の世界室内陸上選手権と1986年のヨーロッパ選手権では優勝、1988年ソウルオリンピックでは銅メダルを獲得している。

## 人物
砲丸投の他にはボブスレーにも取り組んでいたことがある。
走高跳で2m02、立ち幅跳びで3m58、10kgの砲丸投で18m12を記録している。
スイス陸上競技選手権の100m走で決勝に進出したことがある。

## 自己ベスト
- 砲丸投 - 22.75m (1988年)
- 円盤投 - 54.48m (1985年)

## 主な実績
| 年   | 大会                             | 場所                               | 種目   | 結果 | 記録  |
| ---- | -------------------------------- | ---------------------------------- | ------ | ---- | ----- |
| 1984 | ヨーロッパ室内陸上競技選手権大会 | イェーテボリ(スウェーデン)         | 砲丸投 | 2位  | 20m33 |
| 1984 | オリンピック                     | ロサンゼルス(アメリカ合衆国)       | 砲丸投 | 5位  | 20m28 |
| 1985 | ヨーロッパ室内陸上競技選手権大会 | アテネ・ピレウス(ギリシャ)         | 砲丸投 | 3位  | 21m23 |
| 1986 | ヨーロッパ室内陸上競技選手権大会 | マドリード(スペイン)               | 砲丸投 | 1位  | 21m51 |
| 1986 | ヨーロッパ陸上競技選手権大会     | シュトゥットガルト(西ドイツ)       | 砲丸投 | 1位  | 22m22 |
| 1987 | ヨーロッパ室内陸上競技選手権大会 | リエヴァン(フランス)               | 砲丸投 | 2位  | 21m53 |
| 1987 | 世界室内陸上競技選手権大会       | インディアナポリス(アメリカ合衆国) | 砲丸投 | 2位  | 21m61 |
| 1987 | 世界陸上競技選手権大会           | ローマ(イタリア)                   | 砲丸投 | 1位  | 22m23 |
| 1988 | オリンピック                     | ソウル(韓国)                       | 砲丸投 | 3位  | 21m99 |
| 1989 | IAAFワールドカップ               | バルセロナ(スペイン)               | 砲丸投 | 2位  | 21m40 |
| 1991 | 世界室内陸上競技選手権大会       | セビリア(スペイン)                 | 砲丸投 | 1位  | 21m17 |
| 1991 | 世界陸上競技選手権大会           | 東京(日本)                         | 砲丸投 | 1位  | 21m67 |
| 1992 | オリンピック                     | バルセロナ(スペイン)               | 砲丸投 | 4位  | 20m91 |
| 1992 | IAAFワールドカップ               | ハバナ(キューバ)                   | 砲丸投 | 3位  | 19m75 |
| 1993 | 世界陸上競技選手権大会           | シュトゥットガルト(ドイツ)         | 砲丸投 | 1位  | 21m97 |